# Solanezumab
Solanezumab är ett möjligt framtida läkemedel utvecklat av Eli Lilly i samarbete med Astra Zeneca. Medlet är tänkt att minska inlagringen av amyloid i hjärnan. Eli Lilly hävdar att de tagit kampen mot Alzheimers sjukdom och därmed de första som gjort det med en medicin. Medlet är under pågående utredning och tester, och har 2016 gått in i klinisk prövning fas III.